# ماريا سيبيلا ماريان
ماريا سيبيلا ماريان (1647 - 1717) (بالإنجليزية: Maria Sibylla Merian) عالمة طبيعة ورسامة علمية ولدت في مدينة فرانكفورت بألمانيا وبدورها درست النباتات والحشرات ورسمت صوراً مفصلة عنهم. ملاحظاتها التفصيلية وتوثيقها لعملية تحول الفراشة جعلتها مميزة، وإن لم تكن لها إسهامات معروفة في علم الحشرات.
تلقت ماريان التدريب الفني على يد زوج أمها جيكوب ماريل وهو تلميذ رسام الطبيعة الصامتة جورج فليجيل. نشرت ماريان كتابها الأول عن الرسوم التوضيحية الطبيعية عام 1675. بدأت بتجميع الحشرات في سن المراهقة وربت ديدان القز في عمر الثالثة عشرة. عام 1679، نشرت ماريان المجلد الأول من سلسلة تتكون من مجلدين تتحدث عن اليسروع، وثم نُشر المجلد الثاني عام 1683. تكوّن كل مجلد من 50 صفيحة محفورة ومنقوشة من قبل ماريان. وثقت ماريان أدلة حول عملية الاستحالة والنباتات المضيفة لأصناف الحشرات الأوروبية البالغ عددها 186. بالإضافة إلى الرسوم التوضيحية، قدمت ماريان وصفاً عن دورة حياتها.
عام 1699، سافرت ماريان إلى مستعمرة سورينام لدراسة وتسجيل الحشرات الاستوائية. عام 1705، نشرت كتاب استحالة الحشرات في سورينام. طُبعت صور ملونة للعالم الجديد قبل 1700 ولذلك أُعزي الفضل إلى كتاب ماريان عن الاستحالة لتأثيره على مجموعة من الرسامين الطبيعيين. بفضل ملاحظاتها وتوثيقها لاستحالة الفراشة، اعتبرها ديفيد أتينبارا من أهم المساهمين في مجال علم الحشرات. كانت عالمة حشرات قائدة في زمنها واكتشفت حقائق جديدة عديدة عن حياة الحشرات من خلال دراستها.

## حياتها الشخصية والمهنية
والد ماريا سيبيلا ماريان هو النقاش والناشر السويسري ماتهاوس ميريان، تزوج من والدتها التي كانت زوجته الثانية جوانا سيبيلا هين عام 1646. وُلدت ماريا في العام التالي عام 1647 ليكون ترتيبها التاسعة بين أبنائه. تُوفي والدها عام 1650، وتزوجت أمها للمرة الثانية من جيكوب ماريل عام 1651، وهو رسام طبيعة صامتة وأزهار. شجع ماريل ماريان على الرسم والتلوين. ولأنه عاش معظم حياته في هولندا، دربها تلميذه أبراهام ميغنون. في عمر الثالثة عشرة، رسمت أولى لوحاتها عن حشرات وحيوانات من عينات التقطتها. سابقاً، تمكنت من الوصول إلى كتب عديدة عن التاريخ الطبيعي. وعن شبابها، كتبت في كتاب استحالة الحشرات في سورينام:
«أمضيت حياتي أتقصى عن الحشرات. في البداية، بدأت مع دود القز في مسقط رأسي في فرانكفورت. أدركت أن حشرات اليسروع الأخرى تنتج فراشات أو عثًا جميلًا، وكذلك يفعل دود القز. هذا دفعني إلى جمع كل حشرات اليسروع التي وجدتها لأرى كيفية تغيرها».
في شهر مايو عام 1665، تزوجت من تلميذ ماريل وهو جوان أندريه غراف من نورنبرغ، كان والده شاعراً ومديراً للمدرسة الثانوية المحلية، وهي إحدى المدارس الرائدة في القرن السابع عشر في ألمانيا. في شهر يناير عام 1668، رُزقت بطفلتها الأولى جوانا هيلينا، وانتقلت العائلة إلى مسقط رأس زوجها في نورنبرغ عام 1670. أثناء حياتها هناك، واصلت ماريان الرسم، وعملت على ورق البرشمان والكتان، وابتكرت تصاميم للتطريز. ودرَّست الرسم لفتيات العائلات الثرية العازبات ما ساعد عائلتها اقتصاديًا، ورفع من مكانتها الاجتماعية، وأعطاها فرصة الوصول إلى أفضل الحدائق التي تملكها العائلات الثرية وأعيان المدينة، واستطاعت إكمال جمع وتوثيق الحشرات فيها. عام 1675، انضمت ماريان إلى أكاديمية يواخين فون ساندرارت الألمانية. وبغض النظر عن رسم الأزهار، نقشت على الصفائح النحاسية. بعد أن قصدت مدرسة ساندرارت، نشرت كتابها عن أشكال الأزهار. عام 1678، أنجبت طفلتها الثانية دوروثيا ماريا غاف.
اشتملت لوحات الأزهار لرسامات طبيعة صامتة أخريات -مثل زميلة ماريان مارغريتا دو هير- على حشرات أيضًا، ولكنهن لم يزاوجنها أو يقمن بدراستها. بينما جمعت النساء في زمن ماريان الفراشات، مارس الرجال علم الطبيعة كهواية. عام 1679، نشرت عملها الأول عن الحشرات، وهو المجلد الأول من مجلدين من كتاب يركز على استحالة الحشرات.
عام 1678، انتقلت العائلة إلى فرانكفورت، ولكن زواج مارييل كان غير سعيد. انتقلت للعيش مع أمها بعد وفاة زوج والدتها عام 1681. عام 1683، سافرت إلى قلعة غوتروف، واهتمت بالجماعة البروتستانية التابعة لجان دو لابادي في منطقة هولشتاين. عام 1685، سافرت ماريان مع أمها وزوجها وطفلتيها إلى فرايزلاند حيث كان يعيش أخوها غير الشقيق كاسبار ماراين منذ عام 1677.

### فرايزلاند
بدءاً من عام 1685، عاشت ماريان وبناتها وأمها مع جماعة لاباد البروتستانية التي استقرت في منزل فخم في يويرد في فرايزلاند. بقين هناك مدة ثلاث سنوات، ووجدت ماريان الوقت لدراسة التاريخ الطبيعي واللاتينية وهي اللغة التي كُتبت فيها الكتب العلمية. راقبت ولادة وتطور الضفادع عن كثب في مستنقعات فرايزلاند، وجمعتها لتشرحها. بقيت ماريان مع الجماعة حتى عام 1691.
في يويرد، عملت جماعة لاباد البروتستانية في الطباعة ومهن أخرى كالزراعة والمطاحن. وفي فترة ازدهارها، بلغ عدد أتباع الطائفة الدينية قرابة 600 شخص وأكثر بكثير في مناطق بعيدة. جاء الزوار من إنكلترا، وإيطاليا، وبولندا وبلدان أخرى، ولكن لم يوافق معظمهم على القوانين الصارمة والانفصالية والخصائص المجتمعية الخاصة بالطائفة. رفضت جماعة لاباد البروتستانية زوج ماريان ولكنه عاد إليها مرتين.

### أمستردام
عام 1690، توفيت والدة ماريان. وبعد عام، انتقلت مع بناتها إلى أمستردام. عام 1692، طلقها زوجها. وفي أمستردام من العام ذاته، تزوجت ابنتها جوانا من جيكوب هيندريك هيرولت، وهو تاجر ناجح في سورينام، يعود أصله إلى مدينة باخاراخ. أصبحت رسامة الأزهار ريتشل رويش تلميذة ماريان. كسبت ماريان رزقها من بيع لوحاتها. باعت مع ابنتها جوانا لوحات للأزهار إلى جامعة الفن أغنيس بلوك. بحلول عام 1698، عاشت ميريان في منزل مفروش بشكل جيد في كيركسترات.

## أعمالها

### الفن النباتي
فرضت ماريان اسمها بداية كعالمة نبات. عام 1675، بدأت بنشر سلسلة مؤلفة من ثلاثة مجلدات، يحتوي كل منها على 12 صفيحة تصور النباتات.
كانت الرسومات زخرفية ولا تعتمد برمتها على الملاحظات. بدت بعض الأزهار في السلسلة المؤلفة من ثلاثة مجلدات معتمدة على رسومات نيكولاس روبرت وزوج والدتها جيكوب ماريل. عرضت ماريان بعض الحشرات بالإضافة إلى الأزهار، مجدداً قالت إنها قد لا تكون عاينتها كلها بنفسها وقد يكون بعضها نسخًا من رسومات جيكوب هوفناغل. قدمت الأزهار المنفردة والأكاليل والباقات الموجودة في ثلاثة مجلدات أشكالاً للفنانين والمطرزين. كان التطريز جزءًا أساسياً من التعليم الذي تلقته الشابات المتميزات في أوروبا في ذلك الوقت. وكان النسخ من الفنانين الآخرين جزءًا أساسيًا من تدريب الفنانين في ذلك الوقت. تشبه مؤلفاتها نمط تطريز سوق النباتات الذي كان سائدًا في أوروبا في ذلك الوقت. تفاعلت الفراشات والحشرات مقترنة الأجنحة مع النباتات لتعكس الأشكال الزخرفية لهوفناغل. استُخدمت كتبها اللاحقة عن حشرة اليسروع كأشكال للتلوين والرسم والخياطة.
باعت ماريان نسخاً ملونة من سلسلة بلومينبوش (بالألمانية: Blumenbich). استخدمت ماريان أثناء عملية خلق الفن الخاص بها ورق البرشمان الذي أسسته بطبقة بيضاء. وبسبب نظام النقابة العمالية الذي لم يكن يسمح للنسوة بالرسم باستخدام الألوان الزيتية. رسمت ميريان بالألوان المائية وألوان الجواش بدلاً منها.

## الثقافة الشعبية
احتفل محرك البحث جوجل بماريان حيث وضع لها خربشة في 2 أبريل 2013 في نطاقاته حول العالم بمناسبة الذكرى الـ366 لميلادها.

## روابط خارجية
- ماريا سيبيلا ماريان على موقع الموسوعة البريطانية (الإنجليزية)
- ماريا سيبيلا ماريان على موقع ديسكوغز (الإنجليزية)